# Paul Sereno
Paul Sereno (* 11. října 1957) je americký paleontolog, který se od začátku 90. let 20. století proslavil objevy dinosaurů z celého světa, jmenovitě Severní Ameriky, Jižní Ameriky, Afriky i Asie. Mezi jeho nejznámější objevy patří dinosauří rody Eoraptor (jeden z nejstarších známých dinosaurů), Deltadromeus, Jobaria, Afrovenator, Carcharodontosaurus (první dobře zachovaná lebka), Rajasaurus, první dobře zrekonstruovaný Nigersaurus, tyranosauroid Raptorex nebo obří krokodýl Sarcosuchus a africký ptakoještěr. Popsal také dinosaury ze zkamenělin dovezených dříve do USA, například rod Pegomastax z Jihoafrické republiky nebo Afromimus z Nigeru. Na Sahaře také odkryl velké pohřebiště z doby kamenné, a prováděl na něm výzkum již od roku 2000 (jak bylo odhaleno v září roku 2008).

## Aktivity
Sereno momentálně žije a pracuje v Chicago Field Museum a na Univerzitě v Chicagu, (USA). Patří k nejpopulárnějším postavám světové paleontologie. V roce 1997 byl prestižní anketou v časopisu People dokonce zařazen mezi 50 nejpřitažlivějších lidí světa. O dva roky později se zúčastnil chicagského maratonu, kde doběhl mezi neatletickými VIP osobnostmi na čtvrtém místě ve skvělém čase 3:16 hod. Dr. Sereno je také aktivním účastníkem projektu pro podněcování zájmu o vědu u mladistvých s názvem Project Exploration. Dlouhodobě spolupracuje také s organizací National Geographic.